# Philip Rogers (Segler)
Philip Tingley Rogers (* 14. Februar 1908 in Vancouver; † 9. Juni 1961 ebenda) war ein kanadischer Segler.

## Erfolge
Philip Rogers, der für den Royal Vancouver Yacht Club segelte, gewann 1932 in Los Angeles bei den Olympischen Spielen in der 6-Meter-Klasse die Bronzemedaille. Er war dabei Skipper der Caprice, die die ersten vier Wettfahrten auf dem dritten und letzten Platz beendete und damit hinter den einzigen anderen beiden Booten Dritter wurde. Die US-Amerikaner schlossen alle Wettfahrten auf Rang zwei ab, die Schweden wurden jeweils Erste. Mangels Erfolgsaussichten nahmen die Kanadier an den letzten beiden der insgesamt sechs Wettfahrten nicht mehr teil. Zur Crew der Caprice gehörten Gerald Wilson, Kenneth Glass und Gardner Boultbee.
Rogers absolvierte die McGill University und arbeitete in der Zuckerindustrie, wo er im Familienunternehmen in British Columbia arbeitete. Er stieg zu dessen Präsident auf und bekleidete dieses Amt bis zu seinem Tod im Jahr 1961.